# Имперское министерство вооружения
Имперское министерство вооружения и боеприпасов (нем. Reichsministerium für Bewaffnung und Munition; RMBuM), со 2 сентября 1943 года — Имперское министерство вооружения и военного производства (Reichsministerium für Rüstung und Kriegsproduktion), — центральное государственное учреждение нацистской Германии, отвечавшее за производство вооружения.

## История
Создано 17 марта 1940 года для руководства военной промышленностью. После начала войны с СССР роль министерства стала резко возрастать. Она ещё более усилилась после гибели рейхсминистра Ф. Тодта и назначения 8 февраля 1942 года, на его место А. Гитлером своего фаворита Альберта Шпеера.
В 1943—1945 годах министерство заняло доминирующее положение в управлении экономикой Германии в ущерб роли и месту Управления по четырёхлетнему плану, Имперского министерства экономики и других министерств и ведомств.
Ведущая роль министерства была связана с исключительным положением самого А. Шпеера, не только заменившего Ф. Тодта на всех постах, но и добившегося 1 марта 1942 года назначения его Г. Герингом генеральным уполномоченным по производству вооружения в Управлении по четырёхлетнему плану (одобренного А. Гитлером 16 марта 1942 года) и добившегося 21 марта 1942 года от А. Гитлера получения фактически неограниченных полномочий в экономической сфере. Помимо этого, Шпеер практически сразу добился от Гитлера указания Борману избавить мминистерство от проверок со стороны партийной канцелярии.
В ситуации неспособности Имперского министерства экономики противостоять гауляйтерам, сопротивлявшимся программе широкомасштабной реконструкции всего производства и тотальной мобилизации трудовых ресурсов в своих гау, рейхсминистр экономики Вальтер Функ согласился передать в ведение министерства А. Шпеера производство всех видов вооружения. После одобрения Г. Герингом и подписания 2 сентября А. Гитлером «Указа фюрера о концентрации военной экономики» («Erlass über die Konzentration der deutschen Kriegswirtschaft») произошло значительное расширение полномочий министерства, которое стало с этого момента называться Имперским министерством вооружения и военного производства (Reichsministerium für Rüstung und Kriegsproduktion), а сам А. Шпеер — «рейхсминистром вооружения и военной промышленности». Располагалось министерство в Берлине по адресу Викториаштрассе 11 (Viktoriastraße 11, Berlin).
Несмотря на то что в своём политическом завещании А. Гитлер  назвал Карла Заура преемником А. Шпеера на посту рейхсминистра, тот сохранил свою должность в правительстве К. Дёница.
}}

## Структура
К августу 1944 года в состав министерства входили,:
- Бюро министерства

Центральное управление (с 1941 года — обер-бургомистр Нюрнберга, обергруппенфюрер СА рейхсамтсляйтер НСДАП Вилли Либель, с октября 1944 года — рейхсамтсляйтер, д-р Теодор Хупфауер).
В непосредственном подчинении начальника управления находилось 5 отделов:
- 1-й — «Вопросы управления» (Вили Либель)
- 2-й — «Организация и администрация» (Клайе)
- 3-й — «Охрана и защита» (Шютте)
- 4-й — «Транспорт и связь» (Вили Либель)
- 5-й — «Санитарная служба»

Основными подразделениями управления были Центральные отделы:
Центральный административно-организационный отдел (д-р Герхард Фрэнк), состоявший из отделов:
- 1-й — «Организация» (Виссенбах)
- 2-й — «Средняя инстанция» (директор д-р Кельнер)
- 3-й — «Администрация»
- 4-й — «Поставки»

Центральный отдел генерального референта по экономике и финансам (президент профессор, гауптштурмфюрер СС д-р Карл Мария Хеттлаге — заместитель начальника Центрального управления), состоявший из управленческих групп:
- 1-я — «Экономика»
- 2-я — «Премии» (д-р Цейдлер)

Центральный отдел права и промышленной ответственности (вице-президент Хаэс), состоявший из отделов:
- 1-й — «Право» (вице-президент Хаэс)
- 2-й — «Промышленная ответственность» (д-р Шейд)

Центральный отдел кадров (директор Эрвин Бор), состоявший из отделов:
- 1-й — «Управленческий аппарат»
- 2-й — «Внештатные сотрудники»
- 3-й — «Общие вопросы»

Центральный отдел культуры и пропаганды (директор д-р Альберт Хоффманн), состоявший из отделов:
- 1-й — «Культура»
- 2-й — «Пропаганда» (Шульце)
- 3-й — «Пресса» (Рудольф)
- 4-й — «Информация» (Пфейфер)
- 5-й — «ОТ-Пресса» (Ридль).

Управление планирования (GB-Rust) (с 16 сентября 1943 года президент бригадефюрер СС, фюрер военной экономики Ганс Керль), подразделявшееся на отделы:
- 1-й — «Базовые вопросы» (Фромм)
- 2-й — «Профильные вопросы» (Бош)
- 3-й — «Общее планирование» (Бандиш)
- 4-й — «Специальное планирование» (Ганс Керль)
- 5-й — «Плановая статистика» (Вагенфюр).

Управление сырьевых ресурсов (с 1 ноября 1943 года президент Ганс Керль), подразделявшееся на управленческие группы:
- 1-я — «Горно-обогатительная промышленность» (Люке)
- 2-я — «Металлургия» (Зеннекампф)
- 3-я — «Минералогическая промышленность» (д-р Э. К. Фишер)
- 4-я — «Химическая промышленность» (д-р Кольб)
- 5-я — «Текстильная промышленность» (д-р Тоэпфер)
- 6-я — «Целлюлозно-бумажная промышленность» (д-р Нитхаммер).

Управление военных поставок (с 1942 бригадефюрер СС, штатсрат д-р инж. Вальтер Шибер), подразделявшееся на управленческие группы:
- 1-я — «Железо и сталь» (Шликер)
- 2-я — «Поставки для промышленности» (референт Крекелер)
- 3-я — «Приборостроение» (директор Фрейбергер)
- 4-я — «Пластмасса, редкоземельные ресурсы» (д-р Шейд)
- 5-я — «Соединения» (Мюллер)
- 6-я — «Полуфабрикаты из железа и стали» (д-р Штеллвааг);

а также на специальные реферативные группы:
- - 1-я — «Энергия» (Георг Зеебауер)
  - 2-я — «Трудовая дисциплина» (д-р Хупфауер)
  - 3-я — «Микроэлектроника» (Грооте)
  - 4-я — «Центральная служба генераторов» (Хиршфельд)
  - 5-я — «Торговля вооружениями» (д-р Мартин)

Техническое управление (февраль 1942—1945 гг. — гауптдинстляйтер, фюрер военной экономики Карл Отто Заур), делившееся на управленческие группы:
- 1-я — «Оборудование, моторы, инструменты» (Курт Ланге)
- 2-я — «Машины» (Шиннагель)
- 3-я — «Обучение и инструменты» (профессор Кинцле)
- 4-я — «Производство» (Шаэде)
- 5-я — «Развитие» (Гейст)
- 6-я — «Предложение» (профессор Дитрих)
- 7-я — «Техническая зарубежная служба» (Рикхей)
- 8-я — «Моторизация» (Хольцхауер)

Управление вооружений (с 6 мая 1942 года — генерал пехоты Георг Томас, с ноября 1942 года — генерал-лейтенант Курт Вэгер), подразделявшееся на управленческие группы:
- 1-я — «Общие вооружения» (контр-адмирал Зигфрид Хенрици)
- 2-я — «Техника» (Шпех)
- 3-я — «Рабочие» (д-р Шмельтер)
- 4-я — «Техника безопасности» (д-р Хупхауер)
- 5-я — «Имперская рабочая служба инженеров» (Фридрих)
- 6-я — «Кадры и бюджет» (Паук)
- 7-я — «Охрана предприятий» (Витте)
- 8-я — «Оптика» (д-р Зейбольд)
- 9-я — «Транспорт» (д-р Ханнсманн)
- 10-я — «Средства связи»
- 11-я — «Сырье» (Виссманн)

Управление производства товаров народного потребления (Георг Зеебауер), подразделявшееся на управленческие группы:
- 1-я — «Текстиль, одежда» (д-р Бауер)
- 2-я — «Стекло, керамика» (д-р Гоффманн)
- 3-я — «Продукты питания» (Гайссмейер)
- 4-я — «Бумага, табачные изделия» (Вирманн)
- 5-я — «Рационализация» (Крумм)
- 6-я — «Общие экономические вопросы» (д-р Джойтль)

Управление строительства Организации Тодта (Organisation Todt) (с февраля 1940 года — министериальдиректор, дипломированный инженер, бригадефюрер СА Ксавер Франц Дорш), подразделявшееся на управленческие группы:
- 1-я — «Планирование строительства» (Дуве)
- 2-я — «Техника» (профессор Касагранде)
- 3-я — «Снабжение» (Энрдёс)
- 4-я — «Кадры и администрация»
- 5-я — «Фронтовые управления» (Бюргер)
- 6-я — «Санитарная служба» (д-р Пошманн)
- 7-я — «Рабочий штаб»;

а также на отделы:
- - 1-й — «Продовольствие» (Галлус)
  - 2-й — «Вооружения» (Бахмейер)
  - 3-й — «Общежития» (Кобрас)

Управление энергетики (статс-секретарь Гюнтер Шульце-Филитц), подразделявшееся на управленческие группы:
- 1-я — «Строительство энергетических объектов» (д-р Бартх)
- 2-я — «Расход и экономия» (Харменинг)
- 3-я — «Имперский распределитель энергии рек» (д-р Фишель)
- 4-я — «Имперский распределитель энергии газа» (Ломан).

Кроме того, в подчинении А. Шпеера как генерального уполномоченного по производству вооружений в Управлении по четырёхлетнему плану, генерального уполномоченного по регулированию строительства, руководителя Организации Тодта, генерал-инспектора германских дорог и генерал-инспектора по вопросам водных и энергоресурсов были организационно не входившие в состав его министерства:
Центральная служба отчетности (с 1943 года — штатсрат, министериальдиректор, группенфюрер СА Рудольф Шмеер), подразделявшаяся на 3 департамента:
- 1-й — «Отчётность между предприятиями»
- 2-й — «Внутренняя отчётность предприятий» (д-р Юблер)
- 3-й — «Техническое руководство» (Пассов);

Служба генерал-инспектора германских дорог (статс-секретарь Гюнтер Шульце-Филитц), состоявшая из отделов:
- 1-й — «Просёлочные дороги» (Ауберлен)
- 2-й — «Имперские автобаны» (Шёнлебен)

Служба генерал-инспектора по вопросам водных и энергоресурсов (статс-секретарь Гюнтер Шульце-Филитц), состоявшая из 5 отделов:
- 1-й — «Энергетическая промышленность» (д-р Барт)
- 2-й — «Водные ресурсы» (Шумахер)
- 3-й — «Генеральное планирование» (Штеффнес)
- 4-й — «Правовые вопросы» (Верман)
- 5-й — «Администрация» (д-р Шаттенманн);

Организация «Транспортные средства Шпеера» (в 1944—1945 гг. — Вилли Нагель), состоявшая из структур:
- 1-я — «Транспортный корпус Шпеера»
- 2-я — «Транспортный флот Шпеера»
- 3-я — «Техническое планирование „Восток“» (Мартин Нимейер)

## Рейхсминистры
- Фриц Тодт (17 марта 1940 — 8 февраля 1942 года);
- Альберт Шпеер (8 февраля 1942 года — 30 апреля 1945 года);
- Карл Заур (30 апреля 1945 года — 1 мая 1945 года);
- Альберт Шпеер (1 мая 1945 года — 23 мая 1945 года).